# Comuna Mejîrici, Ostroh
Mejîrici (în ucraineană Межиріч) este o comună în raionul Ostroh, regiunea Rivne, Ucraina, formată din satele Mejîrici (reședința), Prîkordonne și Slobidka.

## Demografie
Componența lingvistică a comunei Mejîrici
     Ucraineană (99,36%)
     Alte limbi (0,64%)
Conform recensământului din 2001, majoritatea populației comunei Mejîrici era vorbitoare de ucraineană (99,36%), existând în minoritate și vorbitori de alte limbi.